# Deborah De Robertis
Pour les articles homonymes, voir De Robertis.
Deborah De Robertis, née le 12 février 1984 à Luxembourg, est une artiste performeuse luxembourgeoise, surtout connue pour des performances dénudées dans des lieux publics qui lui ont valu de nombreux démêlés judiciaires.

## Biographie
Née d'un père italien et d’une mère française, Deborah De Robertis étudie la performance et la vidéo à l'École de recherche graphique de Bruxelles.
En 2013, elle est désignée par le ministère luxembourgeois de la Culture pour une résidence d'artiste à la Cité internationale des arts de Paris,.

## Œuvres (performances)
Deborah De Robertis est une artiste visuelle, vidéaste et performeuse qui travaille sur le point de vue du modèle féminin. À ce sujet elle affirme dans Les Inrockuptibles : 

« Montrer son corps nu est une réflexion qui peut avoir une portée politique. Mais ce n'est pas tant le corps qui est politique, que la réflexion qu'il entraîne. »

 Elle est connue pour réinterpréter des œuvres majeures de l'histoire de l'art sous la forme de performances[réf. nécessaire].

### Miroir de l'origineau musée d'Orsay (2014)
Une de ses performances est médiatisée le 29 mai 2014, lorsque l'artiste expose son sexe au musée d'Orsay à Paris, juste au-dessous de l'œuvre de Gustave Courbet intitulée L'Origine du monde. 
Cette performance est accompagnée par la voix préenregistrée de l'artiste, qui répète comme une litanie les mots « Je suis l'origine/ Je suis toutes les femmes/ Tu ne m'as pas vue/ Je veux que tu me reconnaisses/ Vierge comme l'eau/ Créatrice du sperme », avec l'Ave Maria de Schubert en fond sonore.
Selon De Robertis, sa performance ne vise pas une reproduction banale (du genre du « tableau vivant ») de la posture du sujet de l'œuvre de Courbet, mais plutôt une réinterprétation de celle-ci, vu que la performeuse tient le sexe ouvert avec ses deux mains pour en montrer l'ouverture que le tableau ne révèle pas.

Selon De Robertis, 

« il y a un « trou » dans l'histoire de l'art, le point de vue absent de l'objet du regard. Dans sa peinture réaliste, le peintre montre des cuisses ouvertes, mais le sexe reste fermé. Je ne montre pas mon sexe, mais je dévoile ce que l'on ne voit pas dans le tableau, cet œil enfoui qui au-delà de la chair répond à l'infini, l'origine de l'origine. Face à la surexposition du sexe dans notre monde contemporain, il n'y a plus rien à dévoiler, sauf l'annonce d'un monde nouveau où les grands maîtres se laissent regarder par les femmes. Je propose le miroir inversé du tableau de Courbet, qui nous rappelle que l'histoire se raconte dans le deux. »

Pour le site Secondsexe.com, « en prenant la pose, [De Robertis] sort de l'image, elle incarne la vie et l'expose au monde. »
Selon Jérôme Lefèvre, sur Dust-distiller.com, l'artiste propose, dans sa série de photographies intitulée Mémoire de l'origine, de reconsidérer le tableau de Courbet autrement, et la performance de Deborah de Robertis au musée d'Orsay résume la démarche de l'artiste : « Dans le dispositif qu'elle déploie, le public devient partie intégrante de l'œuvre, un peu à la manière du 4′33″ de Cage. » Jérôme Lefèvre estime ainsi que « le geste ne se suffit pas à lui-même » et qu'« il intègre non seulement l'action, son projet et les images qui lui survivront comme dans les performances habituelles, mais également le public et sa perception subjective. » La performance de Deborah de Robertis est ainsi interactive car elle « adresse le regard » de la même façon qu'on « adresse la parole », « entamant ainsi un dialogue avec le regardeur. » Quant à l'utilisation de l'Ave Maria, elle « permet appuyer le sens initial du geste de Courbet » mais aussi d'« affirmer la volonté d'un acte tant critique que radicalement transcendantal ». La performance de Deborah de Robertis a également une dimension critique : « Le rôle du musée dans la transmission de l'art, la fonction de l'art au sein de l'institution culturelle et politique, le rôle des décideurs de l'art. » Dans Les Inrockuptibles, De Robertis déclare: « Ma performance pose des questions sur les rapports de pouvoir. Se mettre nu, c'est vraiment accessoire, c'est presque la chose la plus facile de la performance. Les gens pensent que c'est le cœur, mais non, ce n'est pas un strip-tease. Ce qui m'intéresse c'est la confrontation. […] Ce sont aussi les procédures du musée qui m'intéressent énormément, le rapport à l'institution, à la loi. »
De Robertis dénonce cet « aveuglement » qui réduit sa posture au simple fait « d'écarter les cuisses », précisant ainsi que la recherche de son travail porte justement sur l'inverse, c'est-à-dire sur le regard que porte ce sexe féminin qui est surexposé dans notre monde contemporain. Elle considère ainsi que cet aveuglement revient à nier le travail qu'elle fait pour justement faire exister ce point de vue. D'après elle, « l'origine du monde c'est toutes les femmes. Selon elle, il est également réducteur de faire un parallèle trop rapide entre sa performance et des gestes d'autres artistes qui semblent proches du sien. »
Le web Magazine Beware apporte un regard différent du reste des médias sur le travail de l'artiste performeuse à la suite de son appréhension pour exhibition sexuelle le 27 mars 2016 dans le cadre d'une "action" à la maison européenne de la photographie. L'utilisation des médias et leur rôle déterminant dans l'œuvre de l'artiste y est évoqué, détaillé. On y évoque aussi que « Déborah De Robertis n'est véritablement née aux yeux du public que le jeudi 29 mai 2014 – jour de l'Ascension comme le précise pratiquement chaque média. »
Sa performance est citée par Jennifer Tyburczy dans son livre consacré aux expositions sexuelles dans les musées.
Elle récidive le 6 mai 2024 au Centre Pompidou-Metz (cf. ci-dessous).

### Exposition au Casino Luxembourg, Forum d'art contemporain (2015)
En 2015, Deborah De Robertis prépare une exposition au Casino Luxembourg - Forum d'art contemporain, mais cette manifestation est annulée ce qui crée une polémique avec les organisateurs. Deborah de Robertis réagit alors en parlant de « censure » : « S'agit-il d'une censure du sexe ou bien d'une censure insidieuse et impalpable qui s'exerce sur le point de vue du sexe féminin dans l'art comme dans le monde ? » Elle annonce aussi avoir saisi la justice pour faire reconnaître les préjudices subis.

Sur la plateforme On Kraut, elle dénonce les intentions du Casino : « Ils m'ont invitée en tant qu'artiste mais ils ont voulu m'exposer comme un modèle. J'ai organisé une conférence de presse suite intitulé “Une mécanique de la censure” pour dénoncer ce mécanisme qui consiste à “nier le point de vue du sexe féminin”. » Pour compléter ses propos, elle cite la philosophe Geneviève Fraisse : 

« S'agit-il de reconnaître les femmes ou de les instrumentaliser, ou les deux à la fois ? »

### Olympia(2016)
Le 16 janvier 2016, toujours au musée d'Orsay, elle s'allonge, nue, devant l'Olympia de Manet. Elle est arrêtée par la police, et elle fait l'objet de 48 heures de garde à vue, dont une nuit au service psychiatrique et d'un rappel à la loi de la part du parquet. Elle est défendue par l'avocate pénaliste Marie Dosé. 

Sur le blog Lunettes rouges, le critique Marc Lenot écrit : 

« Le vrai scandale est là, dans le fait qu'Olympia ose nous regarder. Cette femme de rien, faite pour être reluquée dans une vitrine, elle que l'affiche du Musée d'Orsay vous invite à venir regarder avec vos enfants (26 ans après la fameuse affiche des Guerrilla Girls à propos du Metropolitan Museum), cette chair offerte, désirable, passive qui ne devrait pas prendre d'initiative, ne pas racoler, et bien voilà qu'elle ose nous regarder en face, droit dans les yeux, effrontée, impudique, défiante. Certes, peut-être un jour, grâce à notre charme, ou plus probablement à notre argent, la possèderons-nous, comme on dit, mais ce ne sera pas une possession, plutôt une soumission… »

### La Joconde(2017)
L'artiste réalise une performance au musée du Louvre devant La Joconde, en hommage à Valie Export, qu'elle réinterprète dans son court métrage Ma chatte, mon copyright,. Elle réalise deux performances au Louvre qui aboutissent à un procès pour exhibition sexuelle. Le parquet fait appel mais l'artiste, défendue par la pénaliste Marie Dosé, finit par être relaxée,.

### Lourdes (2018)
Le 1er septembre 2018, elle est interpellée et placée en garde en vue par la police, pour s'être montrée nue le 14 août 2018 devant la grotte de Massabielle, à Lourdes, seulement vêtue d'un voile bleu sur la tête. Elle doit comparaître devant le tribunal correctionnel de Tarbes en mai 2019 pour « exhibition sexuelle ». Deux fois reportée, l'audience s'est tenue le 25 juin 2020 à Tarbes. Elle a été condamnée à 2 000 euros d'amende, dont 1 000 avec sursis. Son avocate a indiqué sa volonté d'interjeter appel.

### Manifestation des Gilets jaunes (2018)
Le 15 décembre 2018, en marge d'une manifestation des Gilets jaunes sur les Champs-Élysées, elle organise un happening durant laquelle cinq femmes se présentent seins nus face aux gendarmes, avec un costume évoquant Marianne,,.

### «On ne sépare pas la femme de l'artiste»
Le 6 mai 2024, Deborah de Robertis, avec des complices, s'attaque à l'exposition Lacan au Centre Pompidou Metz. À la peinture rouge, les femmes écrivent le mot #MeToo à l'aide d'un tube de peinture rouge sur la vitre de protection de L'Origine du monde, de Gustave Courbet (à laquelle l'artiste avait déjà consacré une performance dix ans plus tôt), mais aussi des œuvres de Valie Export (Aktionhose: Genitalpanik (1969-2001)), de Louise Bourgeois, de Rosemarie Trockel, d'Annette Messager et d'elle-même.
Avec un post de blog et une vidéo, l'artiste s'adresse nommément à un certain nombre d'hommes du monde de l'art à qui elle reproche des abus sexuels sur fond de condescendance : 

« Messieurs, quelle ignorance d’imaginer une seule seconde que l’abus ne ferait pas mal lorsqu’il est commis sans violence explicite. Ce torrent de foutre dont vous vous êtes déchargés a laissé en moi à jamais la trace blanchâtre de votre profond mépris. Combien d’années ai-je perdues sans parvenir à m’aimer assez pour vous adresser ces mots ? Combien de tourments et d’errances psychiques des plus sombres avant que, avec l’aide de ma psychanalyste, je n’accepte l’évidence ? »

## Filmographie (réalisation)
- Les Hommes de l'art[35]
- Le Modèle à la caméra